# Răducești
Răducești – wieś w Rumunii, w okręgu Buzău, w gminie Topliceni. W 2011 roku liczyła 412 mieszkańców.